# Kodiak-szigetcsoport
Kodiak-szigetcsoport, Alaszka déli partjai mentén található szigetcsoport. A szigetcsoport legnagyobb szigete a Kodiak-sziget, mely egyben az Amerikai Egyesült Államok második legnagyobb szigete.
A szigetcsoport hossza 285 km, szélessége 108 km. A szigetcsoport nagy része erdős, 40 kis gleccser és számos patak folyik a tengerbe.
A szigetcsoport egy része védett nemzeti park, a Kodiak Nemzeti Vadrezervátum területe.
A szigetcsoportot 31 kisebb sziget alkotja, számos szárazföldi és tengeri állatnak élőhelye.
A szigetcsoport i.e 1850 óta lakott.